# Randy Williams
Pour les articles homonymes, voir Randy Williams (homonymie) et Williams.
Randel « Randy » Luvelle Williams (né le 23 août 1953 à Fresno) est un athlète américain spécialiste du saut en longueur.

## Biographie
Sélectionné à l'âge de 19 ans dans l'équipe des États-Unis pour les Jeux olympiques de 1972 à Munich, Randy Williams bat le record du monde juniors lors des qualifications avec 8,34 m. Cette marque est également la meilleure performance mondiale de l'année 1972. 
En finale, Williams remporte la médaille d'or avec 8,24 m, devançant de 6 cm l'Allemand Hans Baumgartner. 
Quatre ans plus tard, il remporte la médaille d'argent des Jeux olympiques de 1976 à Montréal avec 8,11 m, derrière son compatriote Arnie Robinson.
Sauteur en longueur précoce, Randy Williams n'ira jamais plus loin que ses 8,34 m réussis à 19 ans, un record du monde juniors qui aura tenu 40 ans, dépassant ainsi en longévité ceux de Jesse Owens et de Bob Beamon chez les seniors, avant d'être battu en 2012 par le russe Sergey Morgunov, avec 8,35 m.
En 2009, Randy Williams est élu au Temple de la renommée de l'athlétisme des États-Unis.

## Palmarès

### International
| Date | Compétition     | Lieu     | Résultat | Marque |
| ---- | --------------- | -------- | -------- | ------ |
| 1972 | Jeux olympiques | Munich   | 1er      | 8,24 m |
| 1976 | Jeux olympiques | Montréal | 2e       | 8,11 m |

### National
- Championnats des États-Unis d'athlétisme (AAU) :
  - Saut en longueur  : vainqueur en 1973[2]

- Championnats NCAA : 
  - Saut en longueur : vainqueur en 1972[3]

## Records
| Épreuve          | Performance | Lieu   | Date             |
| ---------------- | ----------- | ------ | ---------------- |
| Saut en longueur | 8,34 m      | Munich | 8 septembre 1972 |